# Harold Camping

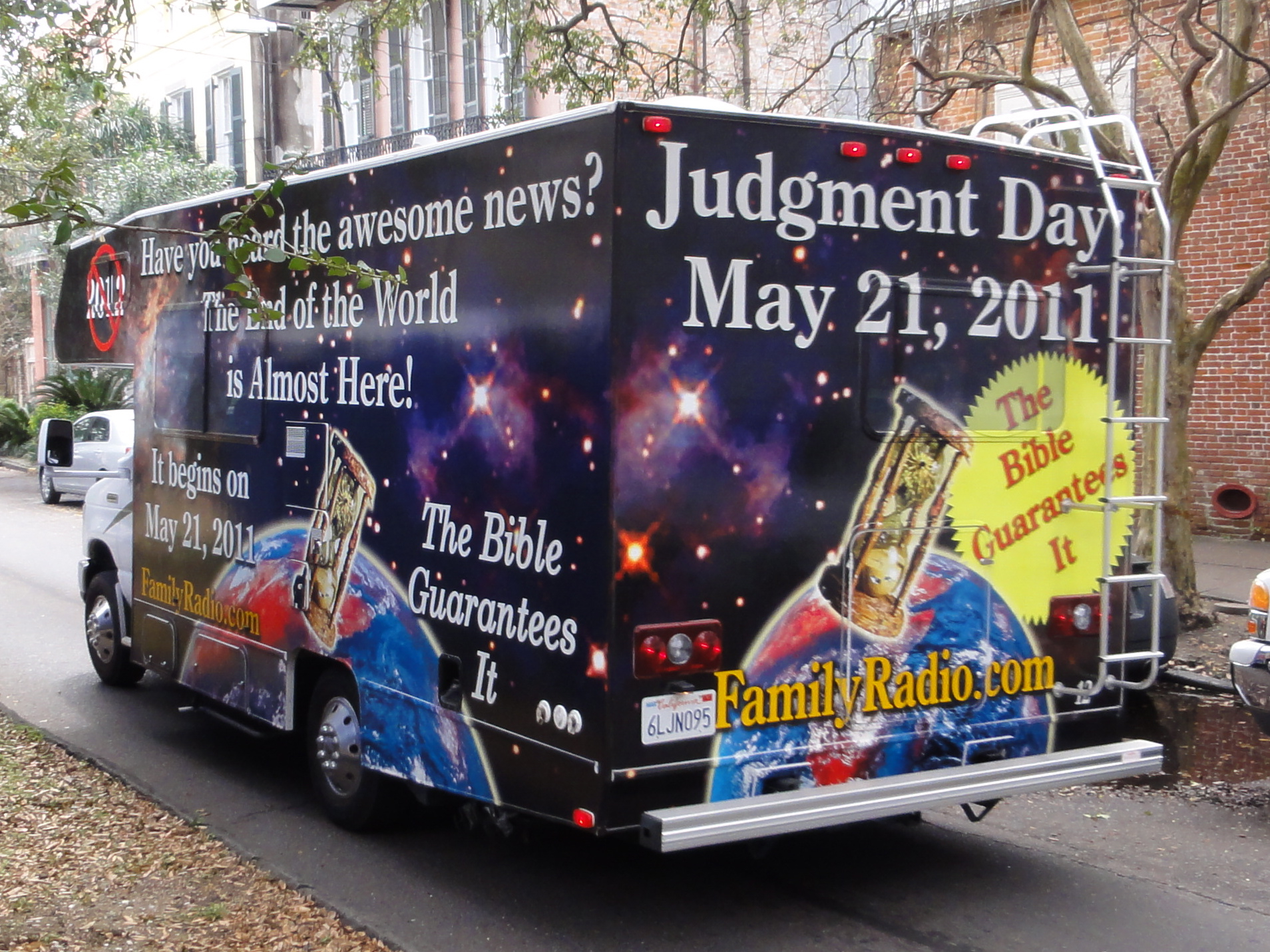
"Judgment Bus" van Family Radio. New Orleans, 2011

Harold Egbert Camping (Colorado, 19 juli 1921 – Oakland (Californië), 15 december 2013) was een Amerikaans radio-omroeper bij Family Radio. Hij verwierf wereldwijd bekendheid toen hij meermaals het einde van de wereld voorspelde.

## Achtergrond
Tot 1988 waren Camping en zijn familie lid van de Christian Reformed Church, van oorsprong een kerk van Nederlandse emigranten. Campings ouders waren ook emigranten uit Nederland.

## Radio
In 1958 richtte Camping met leden van zijn eigen kerk, Bible Baptists en conservatieve presbyterianen een radio-omroep op in San Francisco, onder de naam KEAR. Er werd traditionele christelijke gospelmuziek uitgezonden voor de protestantse gemeenschap. Een overkoepelend bedrijf 'Family Radio' werd opgericht. In de jaren 60 ressorteerden hieronder reeds zes FM-radiostations en zeven AM-radiostations.

## Bijbelstudie
Om de Bijbel te bestuderen maakte Camping gebruik van numerologie. Hiermee kon hij naar eigen zeggen op basis van de Bijbel bepalen wanneer onze aarde haar einde zou kennen. Camping publiceerde in 1970 de Bijbelse Historische Kalender waarin hij de schepping van de aarde dateert in 11.013 v.Chr. en de zondvloed in 4990 v.Chr. Camping ging hiermee in tegen de opvatting van bisschop James Ussher die beide gebeurtenissen op andere tijdstippen dateerde.

## Einde van de wereld
Camping verwierf beroemdheid door via zijn radiostations meermaals het einde van de wereld te voorspellen. Op de betreffende dag zou volgens hem Jezus terugkeren naar de aarde, gevolgd door een vijf maanden durende hel die zich zou kenmerken door het branden van de aarde, door zwavelstromen en het uitbreken van grote plagen waarbij dagelijks miljoenen mensen het leven zouden laten. Camping voorspelde ten onrechte het einde van de wereld op volgende data:
- 21 mei 1988
- 7 september 1994
- 21 mei 2011
- 21 oktober 2011